# 沃尔特
沃尔特（德語：Wörth，發音：[vœʁt] ⓘ）是德国巴伐利亚州的市镇，属于上巴伐利亚行政区埃尔丁县。该市镇总面积为21.05平方千米，截至2023年12月31日总人口为4,483人。